# Onychomys torridus
Onychomys torridus là một loài động vật có vú trong họ Cricetidae, bộ Gặm nhấm. Loài này được Coues mô tả năm 1874.
Loài chuột này được tìm thấy ở Mexico và ở Arizona, California, Nevada, New Mexico, Utah và tại Hoa Kỳ. Loài này có khả năng chống chịu với nọc độc, và thường giết chết và ăn bọ cạp vỏ cây Arizona, một loài bọ cạp có nọc rất độc.